# Go-Kart
Go-kart is een Amerikaans historisch merk van lichte motorfietsjes.
Go-Kart verscheen in 1959 op de Amerikaanse markt met een klein motorfietsje dat de naam Big Bear Scrambler droeg. Het had een 3½pk-motortje dat het achterwiel rechtstreeks via een tandwiel aandreef. Het rijwielgedeelte bestond uit een star buisframe zonder achtervering maar met een telescoopvork. De machine woog 25 kg en was slechts 54 centimeter hoog.